# 大兴镇 (绿春县)
大兴镇，是中华人民共和国云南省红河哈尼族彝族自治州绿春县下辖的一个乡镇级行政单位。

## 行政区划
大兴镇下辖以下地区：
东城社区、西城社区、牛洪村、大寨村、岔弄村、阿迪村、马宗村、迷克村、瓦那村、龙丁村、倮德村、老边村和东德村。